# Перелік найпівденніших
У статті наводиться (неповний) перелік найпівденніших географічних об'єктів, тварин, рослин, людських творінь.

## Міста та поселення
| Предмет                               | Назва                          | Широта/Довгота                                                          |
| ------------------------------------- | ------------------------------ | ----------------------------------------------------------------------- |
| Столиця країни                        | Веллінгтон, Нова Зеландія      | 41°17′20″ пд. ш. 174°46′38″ сх. д. / 41.28889° пд. ш. 174.77722° сх. д. |
| Постійне поселення будь-якого розміру | Полярна станція Амундсен-Скотт | 90° пд. ш. 0° сх. д. / 90° пд. ш. 0° сх. д.                             |
| Місто > 1 000 людей                   | Пуерто Вільямс, Чилі           | 54°56′ пд. ш. 67°37′ зх. д. / 54.933° пд. ш. 67.617° зх. д.             |
| Місто > 50 000 людей                  | Ушуая, Аргентина               | 54°48′ пд. ш. 68°18′ зх. д. / 54.800° пд. ш. 68.300° зх. д.             |
| Місто > 100 000 людей                 | Пунта-Аренас, Чилі             | 53°10′ пд. ш. 70°56′ зх. д. / 53.167° пд. ш. 70.933° зх. д.             |

## Магазини та сервіси
| Предмет                             | Назва                                                                                       | Широта/Довгота                                                        |
| ----------------------------------- | ------------------------------------------------------------------------------------------- | --------------------------------------------------------------------- |
| Дитячий садочок                     | Пуерто Вільямс, Чилі                                                                        | 54°55′59″ пд. ш. 67°37′00″ зх. д. / 54.93306° пд. ш. 67.61667° зх. д. |
| Світова спадщина ЮНЕСКО (культурна) | Куева-де-лас-Манос, Аргентина                                                               | 47°9′ пд. ш. 70°40′ зх. д. / 47.150° пд. ш. 70.667° зх. д.            |
| Світова спадщина ЮНЕСКО (природна)  | Маккуорі (острів), Австралія                                                                | 54°38′ пд. ш. 158°52′ сх. д. / 54.633° пд. ш. 158.867° сх. д.         |
| Початкова школа                     | Escuela Nº 38 «Presidente Raúl Ricardo Alfonsín», Есперанса (станція), Антарктика           | 63°24′ пд. ш. 57°00′ зх. д. / 63.400° пд. ш. 57.000° зх. д.           |
| Середня школа                       | Пуерто Вільямс, Чилі                                                                        | 54°55′59″ пд. ш. 67°37′00″ зх. д. / 54.93306° пд. ш. 67.61667° зх. д. |
| Університет                         | Національний університет Тієрра дель Фуего, Ушуая, Аргентина                                | 54°48′57″ пд. ш. 68°19′04″ зх. д. / 54.81583° пд. ш. 68.31778° зх. д. |
| Туристичний офіс                    | Пуерто Вільямс, Чилі                                                                        | 54°55′59″ пд. ш. 67°37′00″ зх. д. / 54.93306° пд. ш. 67.61667° зх. д. |
| Банкомат                            | Мак-Мердо (антарктична станція), Антарктика                                                 | 77°51′ пд. ш. 166°40′ сх. д. / 77.850° пд. ш. 166.667° сх. д.         |
| Публічне поштове відділення         | Порт Локрой, острів Гуд'є, Антарктичний півострів                                           | 64°49′ пд. ш. 63°30′ зх. д. / 64.817° пд. ш. 63.500° зх. д.           |
| Кінозал                             | База Карліні, Антарктичний півострів[джерело?]                                              | 62°14′ пд. ш. 58°40′ зх. д. / 62.233° пд. ш. 58.667° зх. д.           |
| Гірськолижний курорт                | Черро Кастор, провінція Вогняна Земля, Антарктида та острови Південної Атлантики, Аргентина | 54°43′ пд. ш. 68°00′ зх. д. / 54.717° пд. ш. 68.000° зх. д.           |

## Географія
| Предмет                   | Назва                                    | Широта/Довгота                                              |
| ------------------------- | ---------------------------------------- | ----------------------------------------------------------- |
| Суходіл (покритий льодом) | географічний Південний полюс, Антарктика | 90°00′ пд. ш. 00°00′ зх. д. / 90.000° пд. ш. -0.000° сх. д. |

## Природа

### Тварини
| Предмет                   | Назва                       | Широта/Довгота                                              |
| ------------------------- | --------------------------- | ----------------------------------------------------------- |
| Південнополярний поморник | бачили на Південному полюсі | 90°00′ пд. ш. 00°00′ зх. д. / 90.000° пд. ш. -0.000° сх. д. |

### Рослини
| Предмет                                        | Назва                                      | Широта/Довгота                                                |
| ---------------------------------------------- | ------------------------------------------ | ------------------------------------------------------------- |
| Квітучі рослини (у теплиці)                    | Полярна станція Амундсен-Скотт, Антерктика | 90°00′ пд. ш. 139°16′ зх. д. / 90.000° пд. ш. 139.267° зх. д. |
| Трава та квітучі рослини (у природі)           | Острови Терра Фірма, Антарктика            | 68°42′ пд. ш. 67°32′ зх. д. / 68.700° пд. ш. 67.533° зх. д.   |
| Дерево (у природі)                             | Острів Осте, Чилі[джерело?]                | 55°20′ пд. ш. 68°50′ зх. д. / 55.333° пд. ш. 68.833° зх. д.   |
| Пальми (Нікау Rhopalostylis sapida, у природі) | Чатем (архіпелаг), Нова Зеландія           | 42°02′ пд. ш. 176°26′ зх. д. / 42.033° пд. ш. 176.433° зх. д. |

## Сади, зоопарки та акваріуми
| Предмет            | Назва                                                                | Широта/Довгота                                              |
| ------------------ | -------------------------------------------------------------------- | ----------------------------------------------------------- |
| Резерват пінгвінів | острів Магдалени, XII Регіон Магальянес і Чилійська Антарктика, Чилі | 52°55′ пд. ш. 70°35′ зх. д. / 52.917° пд. ш. 70.583° зх. д. |

## Релігія
| Предмет           | Назва                                                                             | Широта/Довгота                                                |
| ----------------- | --------------------------------------------------------------------------------- | ------------------------------------------------------------- |
| Буддистська ступа | Ступа Просвітлення в Портобелло, Данідін, Нова Зеландія                           | 45°51′ пд. ш. 170°39′ сх. д. / 45.850° пд. ш. 170.650° сх. д. |
| Собор             | El Sagrado Corazón, римо-католицька єпархія Пунто-Аренас, Чилі                    | 53°10′ пд. ш. 70°56′ зх. д. / 53.167° пд. ш. 70.933° зх. д.   |
| Мечеть            | Southland Muslim Association, Інверкаргілл, Нова Зеландія                         | 46°24′ пд. ш. 168°23′ сх. д. / 46.400° пд. ш. 168.383° сх. д. |
| Синагога          | Данідін, Нова Зеландія                                                            | 45°52′ пд. ш. 170°30′ сх. д. / 45.867° пд. ш. 170.500° сх. д. |
| Церква (постійна) | Церква Святої Трійці (Антарктика) (РПЦ), острів Короля Георга, Антарктика         | 62°12′ пд. ш. 58°58′ зх. д. / 62.200° пд. ш. 58.967° зх. д.   |
| Церква (крижана)  | постійна римо-католицька крижана церква, полярна станція Бельграно II, Антарктика | 77°52′ пд. ш. 34°37′ зх. д. / 77.867° пд. ш. 34.617° зх. д.   |
| Мандір            | Centro Cultural y Templo Hindu, Пунта-Аренас, Чилі                                | 53°10′ пд. ш. 70°56′ зх. д. / 53.167° пд. ш. 70.933° зх. д.   |

## Наука
| Предмет | Назва                     | Широта/Довгота                                              |
| ------- | ------------------------- | ----------------------------------------------------------- |
| АЕС     | Атуча I (АЕС), Аргентина  | 33°58′ пд. ш. 59°12′ зх. д. / 33.967° пд. ш. 59.200° зх. д. |
| АЕС     | Атуча II (АЕС), Аргентина | 33°58′ пд. ш. 59°12′ зх. д. / 33.967° пд. ш. 59.200° зх. д. |

## Транспорт
| Предмет              | Назва | Широта/Довгота                                                              |
| -------------------- | --- | --------------------------------------------------------------------------- |
| Залізниця            | Поїзд кінця світу (ісп. Tren del Fin del Mundo, також ісп. Ferrocarril Austral Fueguino) від міста Ушуая до Національного парку Вогняна Земля, Аргентина | 54°48′ пд. ш. 68°18′ зх. д. / 54.800° пд. ш. 68.300° зх. д.                 |
| Порт                 | Вінтер Квартерс Бей, Мак-Мердо (антарктична станція), Антарктика                                                                                         | 77°51′ пд. ш. 166°40′ сх. д. / 77.850° пд. ш. 166.667° сх. д.               |
| Міжнародний аеропорт | Ушуая, Аргентина | 54°50′ пд. ш. 068°17′ зх. д. / 54.833° пд. ш. 68.283° зх. д.                |
| Станція метро        | Plaza de los Virreyes, Буенос-Айрес, Аргентина | 34°38′34.9″ пд. ш. 58°27′41.8″ зх. д. / 34.643028° пд. ш. 58.461611° зх. д. |

## Інше
| Предмет                | Назва                           | Широта/Довгота                                              |
| ---------------------- | ------------------------------- | ----------------------------------------------------------- |
| Міце народження людини | Есперанса (станція), Антарктика | 63°24′ пд. ш. 57°00′ зх. д. / 63.400° пд. ш. 57.000° зх. д. |